# Bombus melanopoda
Bombus melanopoda är en biart som beskrevs av Cockerell 1910. Den ingår i släktet humlor och familjen långtungebin. Inga underarter finns listade.
Arten är en helsvart humla, som beskrevs 1910 från ett exemplar fångat någon gång på Sumatra mellan 1872 och 1883. Endast detta exemplar har påträffats. Auktoriteter som den brittiske entomologen och professorn Dave Goulson betraktar den därför som nästan säkert utdöd, medan andra menar att humlans oansenliga yttre kan förklara varför den inte blivit återupptäckt.